# Antheroporum glaucum
Antheroporum glaucum là một loài thực vật có hoa trong họ Đậu. Loài này được Z.Wei miêu tả khoa học đầu tiên.